# استان فوجا

استان فوجا (به ایتالیایی: Provincia di Foggia) از استان‌های کشور ایتالیا است. استان فوجا در جنوب غربی این کشور قرار دارد. مرکز این استان شهر فوجیا و زیرمجموعه ناحیه آپولیا می‌باشد. مساحت این استان ۷٬۱۹۰ کیلومتر مربع و جمعیت آن ۶۳۸٬۵۳۲ نفر است.
سواحل زیبا و آفتابی مدیترانه‌، پارک‌های آبی و فانوس های دریایی درآمد بسیار زیادی نصیب این استان میکند. 
زیتون و گوجه‌فرنگی مهمترین محصولات کشاورزی این استان هستند. 

## شهرهای مهم
| شهر         | نام شهر به ایتالیایی | جمعیت   | مساحت (km۲) |
| ----------- | -------------------- | ------- | ----------- |
| فوجیا       | Foggia               | ۱۵۳٫۶۶۵ | ۵۰۷         |
| کریگنلا     | Cerignola            | ۵۸٫۰۷۴  | ۵۹۳         |
| مانفریدونیا | Manfredonia          | ۵۷٫۲۴۳  | ۳۵۶٬۹۳      |
| سان سورو    | San Severo           | ۵۵٫۶۵۷  | ۳۳۳         |
| لوسرا       | Lucera               | ۳۴٫۸۴۰  | ۳۳۸         |